# 손익상계
손익상계(損益相計)는 채무불이행으로 인하여 채권자에게 손해발생과 동시에 이익도 있는 경우에 배상액을 정함에 있어서 그 손해액으로부터 이익을 공제하는 것을 말한다. 손익상계에서 공제되어야 할 이익의 범위는 책임원인인 채무불이행과 상당인과관계에 있는 것에 한한다. 따라서 채무불이행과는 별개의 계약원인에 의한 이익은 공제할 이익에 포함될 수 없다. 예를 들면 보험계약상의 이익, 채무를 면하여 다른 계약으로 받은 임금, 보수 기타 위문금 등의 경우이다.

## 대한민국 법체계
대한민국 민법에 명확한 법 규정은 존재하지 않는다. 그러나 대한민국 대법원에서는 손익상계를 적용하여 손해액을 산정한다.